# Dunlevy (Pensilvania)
Dunlevy es un borough ubicado en el condado de Washington en el estado estadounidense de Pensilvania. En el año 2000 tenía una población de 397 habitantes y una densidad poblacional de 306 personas por km².

## Geografía
Dunlevy se encuentra ubicado en las coordenadas 40°8′17″N 79°54′5″O / 40.13806, -79.90139.

## Demografía
Según la Oficina del Censo en 2000 los ingresos medios por hogar en la localidad eran de $26,250 y los ingresos medios por familia eran $35,417. Los hombres tenían unos ingresos medios de $37,292 frente a los $23,929 para las mujeres. La renta per cápita para la localidad era de $19,487. Alrededor del 15.1% de la población estaba por debajo del umbral de pobreza.